# Coulgens
Coulgens é uma comuna francesa na região administrativa da Nova Aquitânia, no departamento de Charente. Estende-se por uma área de 11,70 km². Em 2010 a comuna tinha 541 habitantes (densidade: 46,2 hab./km²).